# Brian Kilmeade

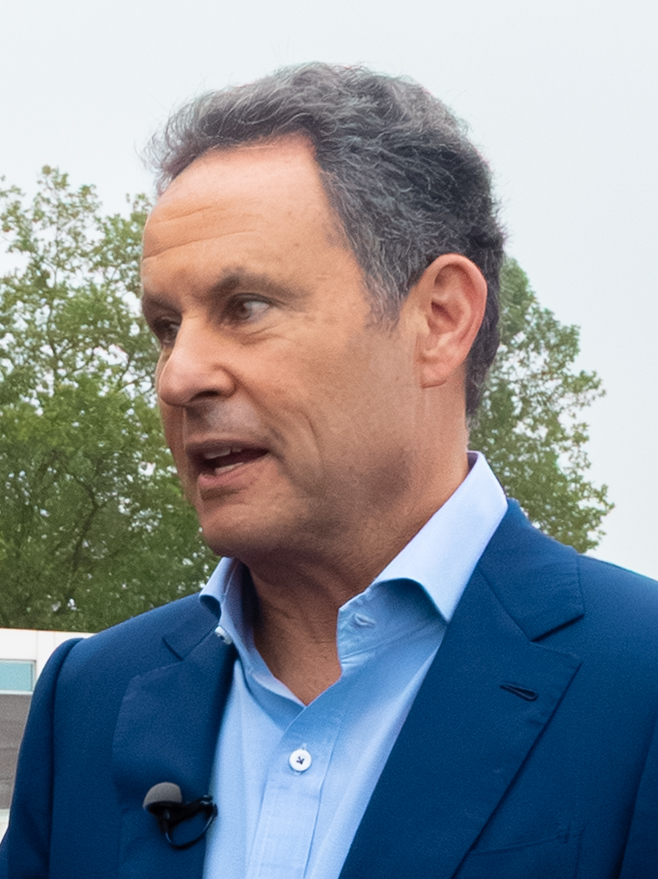
Brian Kilmeade (2025)

Brian Kilmeade (* 7. Mai 1964 in New York) ist ein US-amerikanischer Fernsehmoderator und Sachbuchautor. Er wurde vor allem bekannt als Co-Moderator der Sendung Fox & Friends im Programm des Nachrichtensenders Fox News Channel.

## Leben und Arbeit
Kilmeade wurde geboren in New York und hatte irische und italienische Vorfahren. Nach dem Abschluss der High School studierte er an der Long Island University C. W. Post Campus und erwarb dort 1986 einen Bachelor of Arts. 
Er begann im Dezember 1997 als Korrespondent für den Kabelnachrichtensender Fox News zu arbeiten. Für diesen steuerte er zunächst Berichte über verschiedene Sport-Ereignisse wie den Super Bowl bei, bevor er auch über politische Ereignisse wie die Terroranschläge vom 11. September 2001 zu berichten begann. 
Zusammen mit Steve Doocy und Gretchen Carlson präsentiert er seit 2006 die Sendung Fox & Friends, die werktäglich von 6.00 bis 9.00 Uhr Ostküstenzeit im Morgenprogramm von Fox News ausgestrahlt wird. Die Sendung bietet eine Mischung aus Nachrichten aus den Bereichen „Politik und Gesellschaft“, Unterhaltung und Sport sowie Gespräche mit Gästen im Studio und rangiert seit einigen Jahren als quotenmäßig erfolgreichste Polit-Sendung im US-amerikanischen Frühstücksfernsehen.
Von April 2006 bis Mai 2010 moderierte Kilmeade außerdem zusammen mit Andrew Napolitano die Sendung Brian and the Judge im Programm von Fox’ Radio-Ableger Fox News Radio; seit Napolitanos Weggang heißt die Sendung Kilmeade and Friends.

## Schriften
- The Games Do Count. America's Best and Brightest on the Power of Sports. Regan Books, New York 2004, ISBN 0-0607-3673-9.
  - als Hörbuch: It's How You Play the Game. The powerful sports moments that taught lasting values to America's finest. HarperCollins, New York 2007, ISBN 978-0-0612-5667-7 (5 CDs)
- George Washington's secret six. The spy ring that saved the American Revolution. Sentinel Books, New York 2013, ISBN 978-1-59523-103-1 (thematisiert den Culper Ring um Benjamin Tallmadge)
- The President and the Freedom Fighter: Abraham Lincoln, Frederick Douglass, and Their Battle to Save America's Soul. Sentinel Books, New York 2021, ISBN 978-0-52554-057-1.